# حمام أيوب
حمّام أيوب أو حمام يتَيِّم (بالتصغير) وهو من حمامات بغداد العامة الشهيرة والقديمة في محلة الشيخ بشار في الكرخ وهو يعود لشخص واحد اسمه أيوب يتَيِّم والذي مازال قائماً، وهذا الحمام لا يختلف عن حمام شامي غير انه يحتوي على حوض كبير جداً، وكان هناك ديوان مجيد يتيم مقابل الحمام.
 وقد توفي صاحب الحمام عام 1914م، ودفن خارج مقبرة الشيخ معروف الكرخي، وكان لأيوب اليتيم مجلساً وصفه إبراهيم عبد الغني الدروبي بانه مجلس لايرتاده إلا أهل الشغب، ومن اتخذ الإستهزاء والشتم بالناس مهنة وحرفة . وقد ألف أهل المحلة الإغتسال فيه (رجالاً ونساءً) لقربه أولاً ولأن الطريق إليه لايمر بمقاهي أو دكاكين ثانياً. ولذلك كل نسوة المحلة المغتسلات يفضلنه. وحمام أيوب وحمام يتيم واحد ووهم من فصلهما.